# Judah Bento Ruah
Judah Bento Ruah (Faro, 28 de Março de 1892 - Lisboa, 16 de Maio de 1958) foi um engenheiro, militar e fotógrafo português. Ficou conhecido como o autor das fotografias tiradas durante o Milagre do Sol, em 13 de Outubro de 1917.

## Biografia

### Nascimento e formação
Nasceu na cidade de Faro, em 28 de Março de 1892, filho de Hassan Bento Ruah e de Sol Benhaia Ruah, e sobrinho do conceituado fotógrafo Joshua Benoliel.
Obteve os diplomas dos cursos de engenharia militar e electrotécnica.

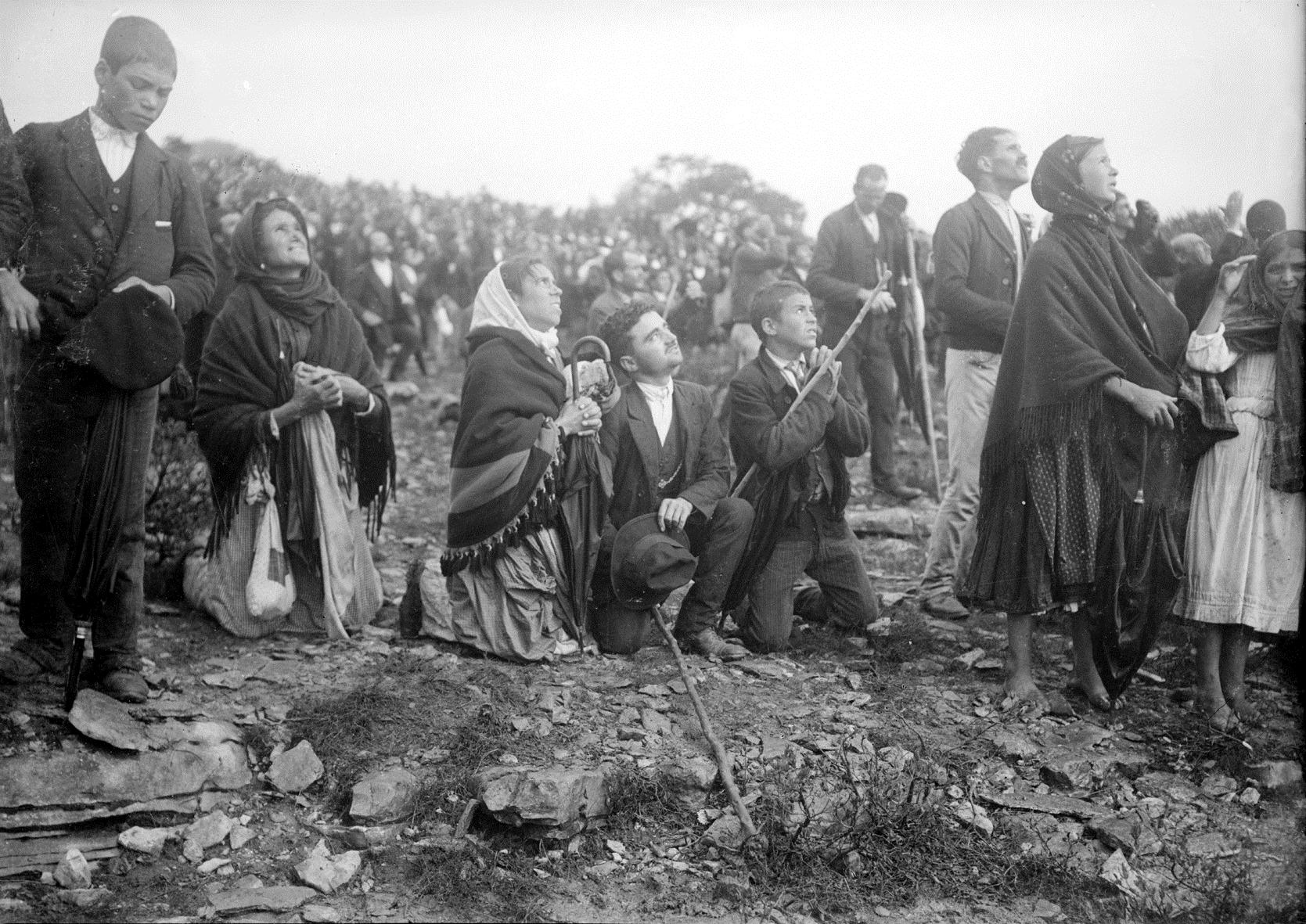
Fotografia de Judah Bento Ruah, mostrando do devotos a olhar para o céu durante o Milagre do Sol.

### Carreira
Alistou-se em 1916, tendo estado nos campos de batalha em França, durante a Primeira Guerra Mundial.
Em 13 de Outubro de 1917 deslocou-se à Cova da Iria, em conjunto com o jornalista Avelino de Almeida, do jornal O Século para testemunhar um milagre, que alegadamente tinha sido anunciado aos Pastorinhos de Fátima pela Virgem Maria. Foi à Cova da Iria a pedido do seu tio, Joshua Benoliel, que estava doente. No local, tirou as únicas treze fotografias que se conhecem do Milagre do Sol, que são consideradas de grande importância para compreender o ambiente que se viveu durante aquele milagre, e por retratarem algumas das milhares de pessoas que se deslocaram ao local, que terão sido os primeiros peregrinos de Fátima.
Entre 1917 e 1919 exerceu como engenheiro nas obras do Caminho de Ferro de Quelimane, e em 1921 no Caminho de Ferro de Lourenço Marques. Em 1919 tinha o posto de alferes no Regimento de Sapadores Mineiros, e em 1935 já tinha ascendido ao posto de capitão. Também trabalhou como fotógrafo militar.  Em 1932 integrou-se na Câmara Municipal de Lisboa como subdirector interino das Oficinas Gerais, e em 1937 ascendeu a director das oficinas. Em Janeiro de 1938 foi promovido a director dos Serviços Técnico-Especiais pelo presidente da Câmara Municipal, Duarte Pacheco, posição que manteve até ao seu falecimento. Também trabalhou como vogal nas comissões municipais para a Fiscalização de Contratos, do Trânsito e da Codificação de Posturas.

### Falecimento e homenagens
Faleceu no dia 16 de Maio de 1958, no Hospital de São José, em Lisboa.
Em 2018, o Santuário de Fátima organizou a exposição As Cores do Sol, dedicada a Judah Bento Ruah e às suas fotografias do Milagre do Sol, no âmbito do qual foram discutidas «a conjuntura e o contexto que levaram Judah Bento Ruah a Fátima, assim como o seu modo de operar como fotógrafo.».